# Edmond de Langley
Pour les articles homonymes, voir Edmond Plantagenêt (homonymie).
Titres
Duc d'York
6 août 1385 – 1er août 1402
(16 ans, 11 mois et 26 jours)
Comte de Cambridge
13 novembre 1362 – 1er août 1402
(39 ans, 8 mois et 19 jours)
Edmond de Langley (5 juin 1341, Kings Langley , Hertfordshire – 1er août 1402, Kings Langley) est un prince anglais de la Maison Plantagenêt, titré comte de Cambridge à partir de 1362, duc d'York (1385), et chevalier de l'ordre de la Jarretière (1361).
Il est le quatrième fils du roi Édouard III et de Philippa de Hainaut. Il est l'ancêtre de la maison d'York, une des branches rivales lors de la guerre des Deux-Roses.

## Biographie

### Jeunesse
À sa naissance en 1341, le prince Edmond a pour parrain le comte de Surrey, un proche de son grand-père paternel Édouard II. Ce dernier meurt en 1347 et Edmond reçoit ainsi certaines de ses terres dans le Yorkshire. 
En 1361, Edmond est élu à l'ordre de la Jarretière et, l'année suivante, il est créé comte de Cambridge.

### Carrière militaire
En 1359, Edmond accompagne son père Édouard III lors d'une expédition militaire en France, qui échoue devant Reims.
En 1369, il accompagne Jean de Hastings lors d'une chevauchée avec 400 archers et 400 fantassins en Bretagne et à Angoulême. L'année suivante, il part mettre à sac Limoges avec son frère aîné Édouard de Woodstock. En 1375, il essaie de défendre sans succès Brest avec l'aide du comte de March.
Edmond est nommé connétable du château de Douvres et lord gardien des Cinq-Ports de 1376 à 1381.
En 1381, Edmond participe à une expédition militaire en Castille depuis le Portugal dans le cadre des guerres fernandines. Après plusieurs mois de combats indécis, Edmond rentre bredouille avec ses troupes en Angleterre.

### Dernières années
Edmond est élevé au titre de duc d'York par son neveu le roi Richard II le 6 août 1385. 
Dans le testament de Richard, qui reste sans héritier, Edmond est grandement favorisé et pressenti comme héritier du trône, bien que son petit-neveu Roger Mortimer et son frère Jean de Gand soient plus proches de Richard en termes de primogéniture. Cela ne résultait pas d'une quelconque préférence que Richard avait pour Edmond mais du souhait du roi de voir Édouard, fils aîné d'Edmond et cousin préféré de Richard, sur le trône.
Edmond est nommé régent du royaume d'Angleterre en 1394 et 1395 durant les expéditions du roi Richard II en Irlande. En 1396, il est brièvement gardien du royaume lorsque Richard part en France chercher sa fiancée Isabelle de Valois. 
Au printemps 1399, Richard part pour une dernière expédition en Irlande. En juillet 1399, Henri Bolingbroke, fils de Jean de Gand et exilé en France par le roi, revient reprendre ses terres qui avaient été confisquées par le roi. Edmond, alors régent, ne lève pas d'armée pour repousser son neveu, qui gagne en soutien. Richard, revenu en catastrophe, est emprisonné par Bolingbroke et forcé à abdiquer le 29 septembre 1399.
Henri Bolingbroke, devenu le roi Henri IV, récompense Edmond de sa fidélité en le nommant quelque temps gardien des Marches.
Retiré à Kings Langley, Edmond meurt en 1402. Son fils aîné Édouard hérite de ses titres.

## Mariages et descendance
Il épouse en premières noces, à Hertford, le 11 juillet 1372, Isabelle de Castille et de Léon, une des filles de Pierre le Cruel et de Marie de Padilla.
Ils ont trois enfants :
- Édouard de Nordwich (v. 1373-1415), 2e duc d'York et comte de Rutland, tué à la bataille d'Azincourt ;
- Constance d'York  (v. 1375-1416), mariée en 1379 à Thomas le Despenser, 1er comte de Gloucester ;
- Richard de Conisburgh (1385-1415), comte de Cambridge, arrêté pour haute trahison et décapité.

Il épouse en secondes noces, en 1395, Jeanne Holland (fille de Thomas Holland, 2e comte de Kent, chevalier de l'ordre de la Jarretière – demi-frère du roi Richard II – et d'Alice FitzAlan). Ils n'ont pas d'enfant.